# CRびっくりぱちんこ銭形平次withチームZ
CRびっくりぱちんこ銭形平次withチームZ（シーアールびっくりぱちんこぜにがたへいじウィズチームゼット）は、2011年4月に京楽産業.から発売されたデジパチCR機。

## 概要
1966年5月4日 - 1984年4月4日にフジテレビ系列で放映されていた時代劇『銭形平次』（大川橋蔵主演のシリーズ）をモチーフにしたパチンコ台。AKB48、SKE48、SDN48とのコラボレーション作品で、チームZを結成。
当初は2011年4月4日導入開始を予定していたが、東北地方太平洋沖地震の影響を受け発売が延期され、北海道及び西日本では4月18日、それ以外の地域ではゴールデンウィーク明けから導入が順次開始される。

## 参加メンバー
※太字はメインのメンバー。
- AKB48チームA：倉持明日香、高城亜樹、松原夏海
- AKB48チームK：秋元才加、大島優子、宮澤佐江、米沢瑠美
- AKB48チームB：北原里英、佐藤亜美菜、佐藤夏希
- SKE48チームS：平松可奈子、松井玲奈
- SKE48チームKII：高柳明音
- SDN48：穐田和恵、大堀恵、佐藤由加理

大島が主役の銭形平次を演じる。また、女房のお静を北原・松井、八五郎を高城・秋元・宮澤が演じる。それ以外のメンバーは町娘を演じる。

## スペック
- 大当たり確率：1/198.6（確率変動中1/70.9）
- 確率変動突入率：100%（74回転まで。ただし電チューサポートは70回転まで）
- 賞球数：3&10&15
- ラウンド振り分け／
  - ヘソ：16R - 20%、16R（実質4R）― 30%、4R - 50%
  - 電チュー：16R - 50%、4R - 50%

## びっくりぱちんこ 銭形平次 with チームZ オリジナル・サウンドトラック
「恋のお縄」（こいのおなわ）は、チームZによるパチンコ景品限定CD。仕様はPVを収録したDVDとの2枚組になっている。

### 収録曲
「銭形平次 〜TEAM-Z Ver.〜」以外の作詞、秋元康
1. 恋のお縄
作曲・編曲：野中"まさ"雄一
  - 『CRびっくりぱちんこ銭形平次withチームZ』挿入歌
  - 『スター姫さがし太郎』エンディングテーマ曲（2011年5月14日 - 6月11日）
2. 私の彼氏は銭形平次
作曲・編曲：DY-T
3. 会いたかった 〜お江戸 Ver.〜
作曲：BOUNCEBACK、編曲：野中"まさ"雄一
  - 『CRびっくりぱちんこ銭形平次withチームZ』挿入歌
4. 銭形平次 〜TEAM-Z Ver.〜

DVD
1. 恋のお縄
2. 会いたかった 〜お江戸 Ver.〜
3. 銭形平次 〜TEAM-Z Ver.〜